# 조시 스미스
조시 스미스(Josh Smith, 1985년 12월 5일 ~ )는 미국의 농구 선수이자, 전 NBA 뉴올리언스 펠리컨스의 선수이며, 포지션은 파워 포워드 / 스몰 포워드이다. 2004년 NBA 드래프트 1라운드 전체 17순위로 애틀란타 호크스에 입단하였다. 별명은 J-Smoove이다. NBA 워싱턴 위저즈에서 활약하고 있는 드와이트 하워드와 절친 사이로 알려져 있다.